# Municipio Pampán
Pampán es uno de los veinte municipios en el Estado Trujillo, de Venezuela. La capital del municipio es la población homónima de Pampán, el municipio contiene en ella 4 parroquias, y la población de Pampán, es una de las 4 capitales parroquiales del municipio. En el municipio Pampán ocurrieron hechos de importancia de la vida del general Simón Bolívar, como su abrazo con el general español Pablo Morillo en 1820, entre otros, aunque también en otras partes del estado hubo hechos importantes relacionados con el Libertador y con la historia de Venezuela. El código estadal-municipal es 21-013.

## Historia
Para el año de 1662, siendo Teniente Gobernador de Trujillo el Capitán Ignacio Ródenas, por real cédula se asignaron las tierras de las sabanas de Pampán al encomendero Alonso Sánchez de Aponte, quien estaba avecindado en el antiguo Cantón de Carache. 
La fundación de Pampán carece de una fecha precisa documentada, como ocurre con muchas localidades del estado Trujillo. Sin embargo, existen referencias históricas que permiten establecer su antigüedad. Según registros del Cabildo, Justicia y Regimiento de la ciudad de Trujillo, en el año 1679 se donaron las tierras de Pampán al licenciado Don Alonzo Sánchez de Aponte para el establecimiento de ranchos. Para ese entonces ya existían al menos cinco estancias, cuyos propietarios —Don Roque de Quesada, Don Juan Fernández Saavedra (alférez y capitán, respectivamente), Doña Ana de Saavedra, Doña Mariana y Doña Catalina Soler— gestionaban con sus esclavos el esquilmo de ganados y el cultivo de tierras productivas.
Estos datos, extraídos de documentos como las Fundaciones del Convento de Regina Angelorum y archivos de la Vicaría, indican que Pampán se convirtió en un punto de referencia para los comerciantes que transitaban los Andes venezolanos.
No obstante, la historia de Pampán se remonta aún más atrás. En 1565, la ciudad de Trujillo fue asentada temporalmente en este lugar bajo el nombre de "Trujillo de Medellín", lo que sugiere que Pampán ya existía como núcleo poblado desde el siglo XVI. Debido a la falta de una cadena documental continua que precise su fundación formal, Pampán puede ser considerada una población cuatricentenaria, con una historia profundamente entrelazada con los orígenes coloniales del estado Trujillo.
Afirma la tradición que, clasificando los españoles, por tierras de pan coger, las que diesen del fruto dos veces al año, después de sembradas; y de pan comer y de pan llevar, las propias de cañas, cacaos, ganados y otros frutos mayores: al ver los de la conquista esa capacidad y fertilidad de aquel lugar, lo mismo para regadío que para tempero, límite de dos zonas entre las sierras y la llanura, que acá y allá se multiplicaban a manos llenas de cualesquier semilla; hubieron de nombrar las tierras de ambos panes o pan pan (Es moderna la m del primero).Es decir; su nombre original fue: "PANPAN". Así habían llamado también otros españoles Actopan (hecho Pan) al departamento más fértil de Nueva España, y de aquí, estando Pampanito en las propias condiciones, querrían decir, pan pan, dos, e hito; que en todo léxico español significa unido.
A partir de 1803 perteneció a la jurisdicción de Carache hasta que fue nuevamente anexado al Cantón Trujillo en 1845.
Pampán era paso obligado de los viajeros y comerciantes que penetraban en territorio trujillano procedente de Carora y Barquisimeto. A principios de su existencia, fue un pueblo de trashumancia, hacia donde partían y entraban grandes lotes de ganados y frutos menores. Era un caserío hecho a la medida para la vida pastoril, con intenso trajín de recuas y sus grandes posadas para arrieros y caminatas. Pero el incipiente poblado estaba signado para soportar dos grandes calamidades: la Guerra Federal arruinó a este conglomerado, que no pudo sustraerse de esas contingencias pues de sus dehesas sacaban ambos contenedores el ganado vacuno y caballar, que era su principal fuente de riqueza.
Otra calamidad, son su secuela de males funestos, apareció en las primeras décadas del siglo XX: el paludismo. De las sabanas de Monay venía el morbo y la proliferación de los vectores transmisores bien pronto cubrió toda el área urbana.
Las contiendas civiles contemplaron el cuadro de desviación y la persecución llegó hasta los hogares de los Chirinos y los Castro, quienes eran los genuinos representantes del Liberalismo en esa región, siendo ellos los que brindaron protección al General González Pacheco después de haber sido derrocado en Isnotú, en camino de su exilio.
Con la apertura de la Carretera Trasandina, que había sido iniciada en el año de 1916, bajo la presidencia estadal del General Omaña, y concluida el 24 de julio de 1925, se abre para la laboriosa población de Pampán una era de halagüeños progresos.
Favorecida por su privilegiada posición geográfica, la ciudad de Pampán tiene en la actualidad un gran movimiento comercial, y su incremento en población la ha colocado en el cuarto lugar entre las ciudades del Estado.
El notable escritor trujillano, Gilberto Quevedo Segnini, al referirse a su ciudad natal, nos dice:
"Si bien es ahora cuando por el número de sus habitantes se puede señalar a Pampán como cuarto núcleo urbano del Estado, su intensa vida cultural y social desde el siglo pasado ha ido muy pareja a la de otras poblaciones trujillanas".
Allí han circulado hasta 21 periódicos, uno de ellos con vida activa por más de 40 años.en nuestro Municipio Pampan también se encuentra la clínica CDI, el Liceo Bolivariano Rafael María Urrecheaga

## Geografía

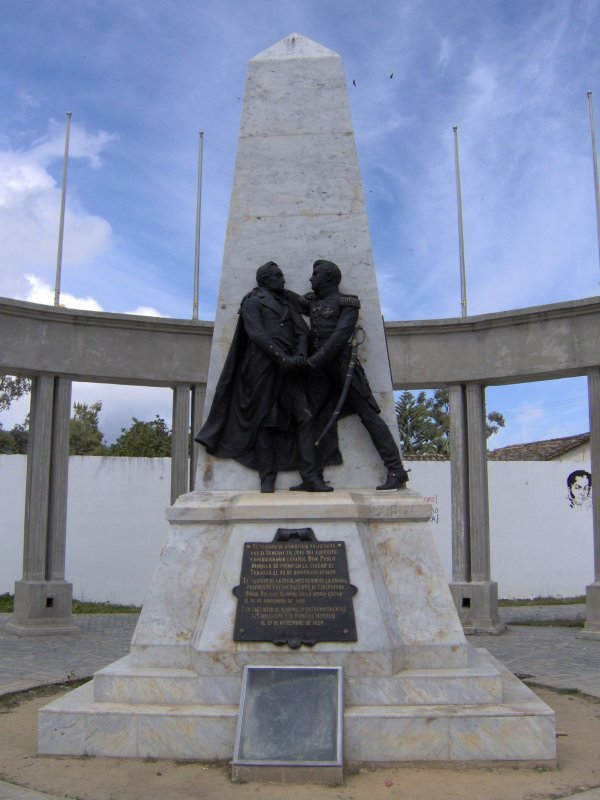
Monumento al armisticio de Bolívar y Morillo, Santa Ana de Trujillo, mun. Pampán.

El municipio Pampán se ubica al centro del estado Trujillo, en Venezuela, el municipio tiene 431 km, cuya capital es la población de Pampán.

### Límites
- Norte: Limita con la Parroquia Aguas Calientes del Municipio Miranda y Arnoldo Gabaldón del Municipio Candelaria.
- Este: Limita con la Parroquia Carrillo, Bolivia y Arnoldo Gabaldón del Municipio candelaria, la Concepción del Municipio Carache y Burbusay del municipio Boconó.
- Sur y oeste: Limita con la Parroquia Cruz Carrillo del municipio Pampanito.

### Clima
El clima del municipio Pampán a pesar de estar a una gran altura en los Andes, varía entre 15° y 30 °C.

### Parroquias
La población municipal de divide entre 4 parroquias y es de un total de 52 510 habitantes entre todas ellas, y su densidad es de 95,4 habitantes por km², según el censo de 2001.
1. Parroquia Pampán
2. Parroquia Flor de Patria
3. Parroquia La Paz
4. Parroquia Santa Ana

###### Parroquia Santa Ana
La histórica población, predestinada y consagrada al turismo venidero, de cara al siglo XXI, fundada el 19 de abril de 1653. es asiento de dos monumentos históricos nacionales (Templo colonial y el conmemorativo de la entrevista de Bolívar y Morillo). Además, esta población localizada a una altitud de 1600 m s. n. m. cuenta con un excelente clima y una temperatura media de aproximadamente 17 °C. A Santa Ana se le ha denominado cuna de la diplomacia americana y es tierra de origen de esclarecidas figuras intelectuales que han dado lustre a la gloriosa trayectoria de la trujillanidad venezolana.
Sitios de interés
- Iglesia de la población.
- Iglesia de Siquisay.
- Pico Juviote.
- Caída de agua de los Chorros.
- Centro poblado histórico cultural de Santa Ana.
- Cima del Páramo de Chascas.
- El Picacho de Durán.
- Museo popular en los corrales de Santa Ana.
- Museo Artesanal en Arcillas Santa Ana.
- Exposición artesanal en ficha artesanal y vegetal, a orillas de la carretera vía Boconó.
- Monumento al abrazo de Bolívar y Morillo. Monumento conmemorativo del abrazo de Bolívar y Morillo, 27 de noviembre de 1820, sobre una tosca piedra recogida en los alrededores del pueblo, se llevó a cabo la ceremonia histórica. Este monumento fue inaugurado el 5 de julio de 1912, en presencia del General Víctor M. Baptista y representantes de los Consejos Municipales de todos los Distritos Trujillanos. Este fue el pueblo que conoció el Autor cuando vino en compañía de Pedro José Rojas, quien hizo el proyecto y ejecución de la obra. La piedra que sirvió de pedestal, de estructura laminar (pizarra), era de enorme dimensiones, pero los visitantes fueron arrancándole pequeños fragmentos para usarlos en la cadena relojera a manera de dijes.
- Casa de la Entrevista de Bolívar y Morillo.
- Paso del Coronel Atanasio Girardot y otros jefes patriotas 1813.
- Sesión de la corte suprema de justicia por segunda vez en el país en el bicentenario del nacimiento del gran Mariscal de Ayacucho.

#### Parroquia La Paz
Cabecera de la Parroquia La Paz, el pueblo en sus primeras manifestaciones, viene de los siglos XVI y XVII, donde existían ya estancias y hatos de importancia. Para el año de 1676 se habla de la pacificación de Monay.

##### Sitios de interés
- Iglesia Parroquial Nuestra Señora de la Paz.
- Río el Limón Monay.
- Quebrada Puente Blanco.
- Quebrada Piedra Azul, EL Tablón.
- Quebrada La Urbina, La Urbina de Monay.
- Sector Agrícola, El Macoyal.
- Centro Turístico Blanco – Mar, La Recta de Monay.
- Río La Visupita.
- Quebrada Moromoy.
- Capilla Félix Navas, El Macoyal.
- Iglesia Comunidad Cristiana Oasis de Vida.
- Plaza Bolívar de Monay.

Fechas importantes
- Fundación del pueblo: el 18 de noviembre de 1738.
- Toma militar de la zona por el Coronel Juan de los Reyes Vargas: el 28-10-1820.

Gastronomía
- Carne asada.
- Pollo asado.
- Mojo trujillano.
- Cuajada.
- Arepa de maíz.

Entre otros.
Festividades
- 15 de enero: Misa Solemne En Honor al Niño Jesús de Pampan.
- 24 de enero: Misa y Fiestas en honor a Nuestra Señora de la Paz.
- Entre los meses de marzo y abril: Semana Santa.
- 12 de octubre: Maratón día de la Resistencia Indígena.
- 15 de mayo: Festividad en honor a San Isidro.
- 26 de julio: Festividad en honor a Santa Ana, en Flor de Patria y en Santa Ana.
- 18 de noviembre: Misa Solemne En Honor A Nuestra Señora de Chiquinquirá patrona del Municipio Pampán.

#### Parroquia Flor de Patria
Según algunos historiadores, el asiento efímero de la ciudad de Trujillo, en una de sus varias fundaciones, ocurrió sobre este sector, antes denominado Valle de Catalina, de acuerdo a las primeras composiciones de tierras (1595) adjudicado el sitio a la familia Soler. Las fiebres palúdicas proveniente de la Llanura Monayense, donde eran endémicas, diezmaron su población. Resurgió la localidad con el nombre de “Pueblo Viejo” y, por disposición personal y autocrática del General Vicencio Pérez Soto (Presidente del Estado Trujillo, 1924-1926) durante el Régimen Gomecista le asignó la denominación actual (Flor de Patria). De acuerdo a la tradición popular, la identificación se debió a los amoríos del Primer Mandatario Regional de la época con una lugareña de ese nombre (Flor). Terruño de origen de los intelectuales de la familia Briceño Perozo. Centro industrial y comercial del café, hoy día, todavía existe llevando el nombre de Café Flor de Patria,cuyo fundador fue el señor Gerónimo Briceño, en los actuales momentos esta dirigida este gran emporio cafetalero por el Licdo Ricardo Alfonzo Briceño, nieto del fundador, además se encuentra la Encrucijada El Cruce, como su nombre lo indica es la guía de varios caminos,hacia el estado Zulia, Trujillo, Portuguesa, Lara.Gastronomía
- Carne asada.
- Pollo asado.
- Mojo trujillano.
- Cuajada.
- Arepa de maíz.
- Sopa de quinchoncho

###### Festividades
- 19 de marzo: Misa y Fiesta en honor a San José, Patrono de Tabor.
- 3 de mayo: Velorio de la Santa Cruz.
- 26 de julio: Misa y Fiesta en honor a Santa Ana, Patrona de la Parroquia.
- 25 de diciembre: Misa y Fiesta en Honor al Niño Jesús, Patrono del Valle de Jesús.

### Caseríos
Entre los caseríos del municipio Pampán se encuentran los siguientes:
- Catalina.
- Mambricio
- La Cortadora.
- Caracoles.
- La Popa.
- Las Cruces.
- Alejandro.
- Capucal.
- Peraza.
- La Beticó.
- Flor de Patria.
- Tabor.
- La Guaca.
- Corozal.
- Puente Blanco.
- Monte Libre.
- San Francisco.
- Los Pajones.
- Mucuche.
- Monay.
- La Urbina.
- Las Llanadas

## Economía
La principal economía municipal se basa en la agricultura, por esta razón, hay tantos caseríos y otros sitios rurales en el municipio, mas, en la población de Pampán, se encuentra todo el sector terciario, y parte del secundario y el primario de la economía, al igual que este sitio es buen lugar para el turismo y de parada para comer, dormir y otras causas pertinentes a la gente y a los turistas.

## Cultura
El municipio tiene grupos culturales (Música, teatro, Danzas y otros) Patrimonios culturales (Mario Papaito Briceño, Rafael Antonio Salas, Juan Hernández, Ramona Montilla, Ramón Montilla, Carmen Delia Barrios, Rito Antonio Castellanos, Poeta : José Hernández Segovia (Cronista Oficial del Municipio Pampán), Agrupación Teatral Tinajo, Grupo de Rescate Pampán) doctores, historiadores y otros personajes de historias muy completas y relacionadas con el municipio, Algunas de ellas son las siguientes:

### Lectura
- Salón de lectura y biblioteca "Armisticio", ubicada en la parroquia Santa Ana del municipio.
- Salón de lectura y biblioteca "Segundo Ramón Castellanos", ubicada en la parroquia capital de Pampán del municipio.

### Festividades
- 14 de enero celebración de la Misa en honor al “Niño Jesús”.
- Fiestas patronales en Honor al Niño Jesús desde el 09 al 15 de enero aproximadamente, Romería de San Benito, Toros Coleados.
- 24 de enero fiestas patronales de la Virgen de la Paz en la parroquia Nuestra Señora de la Paz, Iglesia de igual nombre en Monay.
- Celebración de la Semana Santa, Procesión del Santo Sepulcro (vigilia en El Calvario).
- 3 de mayo, velorio a la Santa Cruz.
- Finales de junio o principios de julio, días después de la misa en Siquisay peregrinación y misa de la Santísima Trinidad, en el Centro El Misterio, por devoción del Sr. Andrés Díaz.
- 18 de noviembre, Misa en honor a la Patrona de Pampán Nuestra Señora de la Chiquinquirá.
- 16 al 24 de diciembre, misas de aguinaldos.
- 5 de octubredia del artista popular pampanense

### Grupos musicales y teatrales
- Agrupación Teatral Tinajo y Fundación Artistas Populares del Municipio Pampán(ARPOMUPAM) frente a la Plaza Bolívar.
- Grupo de Danzas Marisol, sector El Progreso.(No existe en la actualidad)
- Escuela Musical de Niños, dirigido por el Sr. Mario (Papaíto) Briceño. Estos no tienen ayuda del Gobierno, trabajan por su cuenta, poseen muchas cualidades, se debería crear una Asociación Cultural que le brinde el apoyo a los mismos, pues se cree que dejarían muy bien parada a la parroquia a la hora de representarla.
- Sociedad de San Benito.

Entre otros
- Grupo Musical "Los Primos del Tablón"
- Agrupación Musical Renovación Campesina de Pampán
- Grupo Musical Cristiano "Pan de Vida"
- Grupo Musical Cristiano "VERTICAL"
- Grupo Musical Cristiano "RAZA"
- Grupo Musical "Son Caribeño"
- Grupo Musical "Ensamble Gaitero Los Parranderos de Monay"
- Grupo Musical "Caribe Boys"
- Grupo Musical "K'LEE"
- Grupo Musical "Standar Boys"
- Grupo Musical "Caleño Show"
- Grupo Musical "Los Turpialitos"
- Grupo Musical "Fusion Latina"
- Grupo Musical "Los Animadores del Ritmo" de Fermín Segovia
- Grupo Musical "Par de Dos"
- Grupo Musical Cristiano "Guardianes de Fe. (G.D.F)
- Grupo Renacer

### Artesanía
En la actualidad, en el municipio Pampan se cuenta con un incipiente número de artistas y artesanos, no obstante los pocos que se dedican a esta noble labor, lo hacen con el más elevado esmero y dedicación representando de esta manera, un aporte al colectivo cultural del municipio. 
Es de señalar que en la vía principal de la parroquia Pampan, se encuentra un pequeño local comercial que en el cual su propietaria la Prof. Lesbia Gil, se dedica a producir y vender obras artesanales de llamativos colores, texturas y materiales. Se debe denotar que no es la única que se dedica a producir piezas artesanales, pues también existen talladores de madera, escultores, orfebres, ceramistas, damas que elaboran con sus propias manos las tan preciadas muñecas de trapo, entre otros que despuntan en una labor encomiable para el ser humano “el arte”.

### Bailes
- La Burriquita.

Entre otros.

### Cantos tradicionales
- Aguinaldos.

### Grupos
- Grupo de Danzas Monay.
- Chinbangueles de san Benito.
- Agrupación Teatral tinajo
- Grupo Cultural Hojas Caídas

Fundación Artistas Populares del Municipio PanPan (ARPOMUPAN)
Entre otros.

## Deportes
En el municipio existe un instituto encargado de todas las actividades del municipio, y esa es el Instituto Municipal del Deporte Pampán (I.M.D.P.). El municipio si destaca tanto en el deporte, tenemos atletas internacionales en la disciplina del Atletismo, excepto alguno que otro deporte local, como lo son en el fútbol, voleibol, kickingball, softbol y béisbol. Con el aporte y el apoyo de la Alcaldía del Municipio Pampán nace el Unión Atlético Monay que participa en la Tercera División de Venezuela

## Política y gobierno
La Alcaldía del Municipio Pampán, es el ente ejecutivo municipal, organismo independiente, encargado de gerenciar el desarrollo de cada una de las comunidades existentes en las parroquias que constituyen nuestra jurisdicción local.
La Alcaldía del Municipio Pampán, fue instalada el 3 de enero de 1990, a las 10 de la mañana del miércoles mediante acto cívico realizado en las instalaciones del Concejo Municipal (Casa el Pensil), lugar donde se procedió a la Juramentación del Doctor Hernán Castellanos, como el Primer alcalde de este Municipio, y los concejales: Dicxón Perdomo, Rafael Román, Manuel Núñez, Numa Daboín, Miguel Mendoza, Dr Pedro Frías y Marcos Briceño, todo esto en conformidad con lo establecido en el artículo 56 de la Ley Orgánica de Régimen Municipal. Es a partir de esta fecha, cuando el ahora, el nuevo Municipio Pampán, se desprendía o separaba en cierto sentido de antigua figura denominada Distrito; con el fin de envolverse como municipio y de esta manera velar directamente por el desarrollo económico, social, educativo, religioso, cultural, tecnológico, deportivo, entre otros, de esta nueva figura jurídico- política. Quedó pues, conformado su territorio por las parroquias: Pampán, Flor de Patria, La paz y Santa Ana en una extensión geográfica de 431 km².
Los objetivos fundamentales del ente municipal son los de cumplir fielmente y hacer cumplir la Constitución, la Ley Orgánica de Régimen Municipal y demás leyes de la república y del estado, Ordenanzas, Acuerdos, Decretos y Resoluciones Municipales, así como todas aquellas obligaciones inherentes a los organismos auxiliares que la componen.

### Alcaldes
| Período                            | Alcalde            | Partido político / Alianza | % de votos | Notas |
| ---------------------------------- | ------------------ | -------------------------- | ---------- | --- |
| 1989 - 1992                        | Hernán Castellanos | Copei                      | 59,36      | Primer alcalde bajo elecciones directas                                                                                |
| 1992 - 1995                        | Homero Godoy       | Copei                      | 51,53      | Segundo alcalde bajo elecciones directas                                                                               |
| 1995 - 2000                        | Homero Godoy       | Copei                      | -          | Reelecto (Se realizaron elecciones generales adelantadas en el 2000 debido a la aprobación de la Constitución de 1999) |
| 2000 - 2004                        | Hermes Alvarado    | MVR                        | 36,36      | Tercer alcalde bajo elecciones directas                                                                                |
| 2004 - 2008                        | Hermes Alvarado    | MVR                        | 43,59      | Reelecto |
| 2008 - 2013                        | Oswaldo Marín      | PSUV                       | 77,18      | Cuarto alcalde bajo elecciones directas (se postergan 1 año las elecciones municipales pautadas para finales del 2012) |
| 2013 - 2017                        | Oswaldo Marín      | PSUV                       | 38,61      | Reelecto |
| 2017 - 2021                        | Stalyn Nava Daboin | PSUV                       | 86,39      | Quinto alcalde bajo elecciones directas. Falleció el 18 de enero de 2021.                                              |
| 2021                               | Manuel Peña        | PSUV                       |            | Sucede al alcalde Stalyn Nava Daboin en razón de su fallecimiento.                                                     |
| 2021 - 2025                        | Manuel Peña        | PSUV                       | 47,46      | Sexto alcalde bajó elecciones directas                                                                                 |
| Fuente: Consejo Nacional Electoral |                    |                            |            | |

### Concejo Municipal
Período 2021 - 2025
| Concejales       | Partido político / Alianza |
| ---------------- | -------------------------- |
| Francia Guerra   | PSUV                       |
| Alexander Valera | PSUV                       |
| Mery Barreto     | PSUV                       |
| Nelson Silva     | PSUV                       |
| Alvaro Godoy     | MUD                        |
| Yilber Araujo    | MUD                        |
| Segundo Vasquez  | MUD                        |